# 슈퍼 삼총사
"슈퍼 삼총사"는 한국에서 제작된 송정율 감독의 1982년 애니메이션 영화이다.